# Cywilizacja jaszczurów
Cywilizacja jaszczurów (ang. Anonymous Rex) – amerykański film science fiction z 2004 roku w reżyserii Juliana Jarrolda. Zrealizowany na podstawie powieści Erica Garcii „Casual Rex”.

## Opis fabuły
Garstka dinozaurów przetrwała wybuch asteroidy. Dziś, ukryte pod ludzką postacią, wciąż zamieszkują planetę. Rozwinęły własną technologię, która pozwala im kontrolować ludzi. Detektywi Ernie (Daniel Baldwin) i Vincento (Sam Trammell) mają za zadanie utrzymać równowagę między ich społecznością a ludźmi. Odkrywają, że niektóre dinozaury dążą do wojny.

## Obsada
- Daniel Baldwin jako Ernie Watson
- Sam Trammell jako Vincent Rubio
- Faye Dunaway jako Shin
- Issac Hayes jako Elegant
- Tamara Gorski jako Circe
- Anna Silk jako Keri
- Stephanie Lemelin jako Gabrielle Watson
- Eric Johnson jako Rhys
- Lori Alter jako Louise